# 李靖 (神话人物)

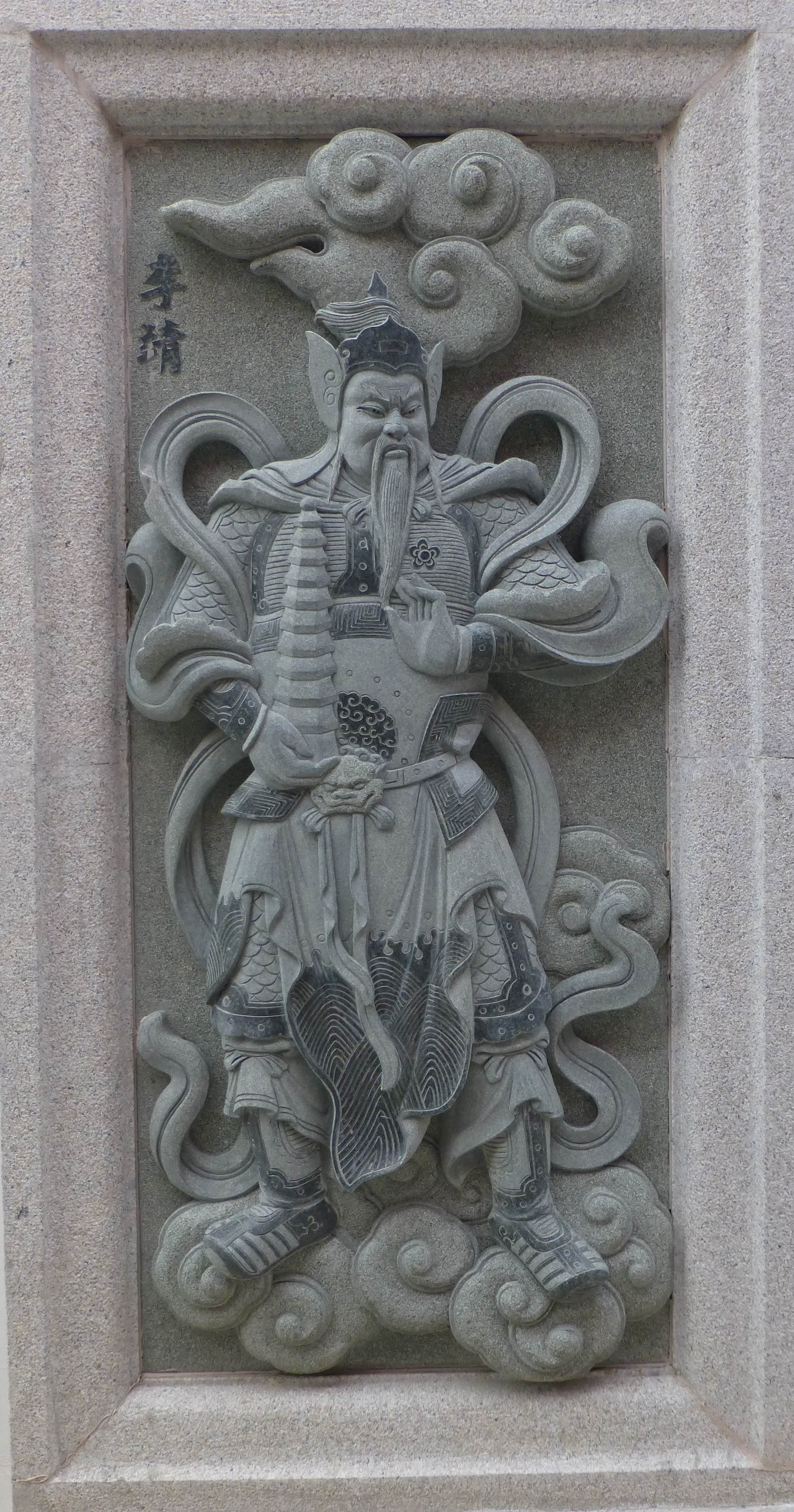
李靖的廟宇壁像。

李靖，又稱托塔天王，為中國古代文学作品中著名的護法神。「托塔李天王」、「毗沙门托塔李天王」早見於宋代評話和元曲，至明清时期的神魔志怪小说中，被稱为「托塔天王李靖」，為哪吒的父親。在《封神演義》中，協助武王克殷有功，後位列仙班。

## 原型
一般認為，佛門護法神北方多聞天王毗沙门，是「托塔李天王」的原型，因唐代盛行毗沙门天崇拜，认为毗沙门天帮助国家战胜敌军，因而到处建置庙宇，塑造神像，并在出师时加以祭祀。此外，根據道教经典，唐代衛國公李靖师承李淳，得萬勝兵訣、玄女兵法，为中嶽司命，但與托塔天王无关联，直到明代小说《西游记》出现托塔天王李靖的形象，被學者認為是源於唐代的李靖，加上由於李靖是傑出的军事家，並著有军事理论著作，因而被中国人奉为神灵，進而被附会为托塔天王。

## 文學形象
据《封神演義》，李靖是商朝末年陳塘關的總兵，育有三子，分別是金吒、木吒和哪吒，另據《西遊記》另一女名為貞英，一義女地湧夫人（金鼻白毛老鼠精）。
哪吒鬧海，不慎殺死東海龍王之三子「龍王三太子」，李靖為息事寧人，逼哪吒自殺，后又阻撓哪吒以秘法復活。之後，哪吒在太乙真人幫助之下，以蓮花化身成軀體，並找李靖復仇，李靖不敵，幸遇燃燈道人贈他三十三天玲瓏寶塔，並將哪吒困於該塔內，父子言歸於好。
因此寶塔，李靖被稱為「托塔李天王」。後來，李靖助周武王、姜子牙討伐商紂，立有大功。功成名遂之後，退隱山林潛心修練，終於得道登天，位列仙班。